# Brauereimuseum Żywiec

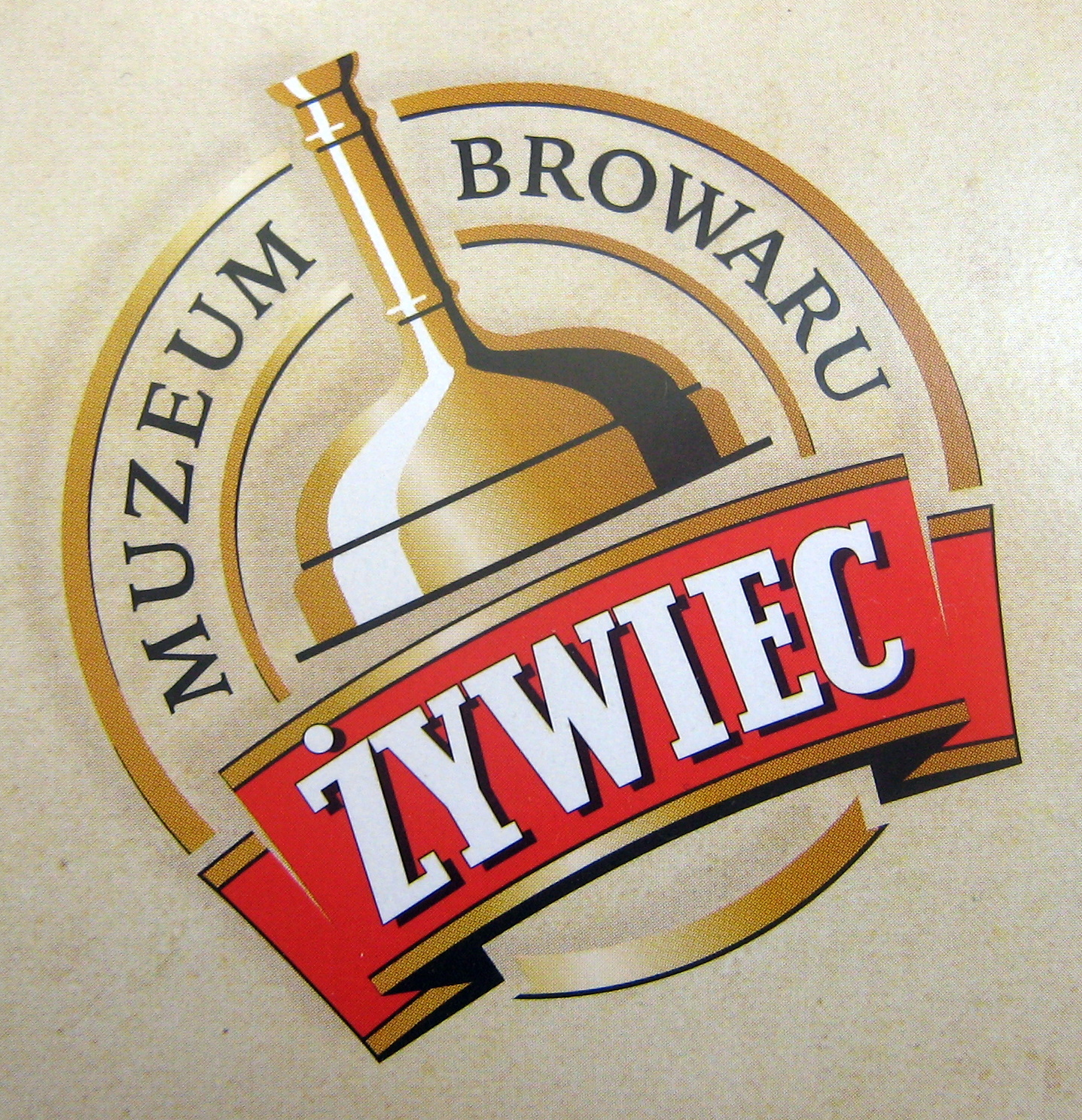
Logo

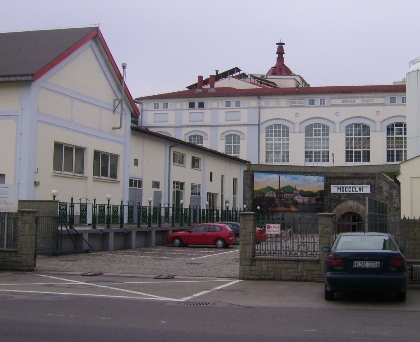
Eingang

Das Muzeum Browaru Żywiec ist ein polnisches Brauereimuseum in Żywiec im Saybuscher Becken.

## Ausstellung

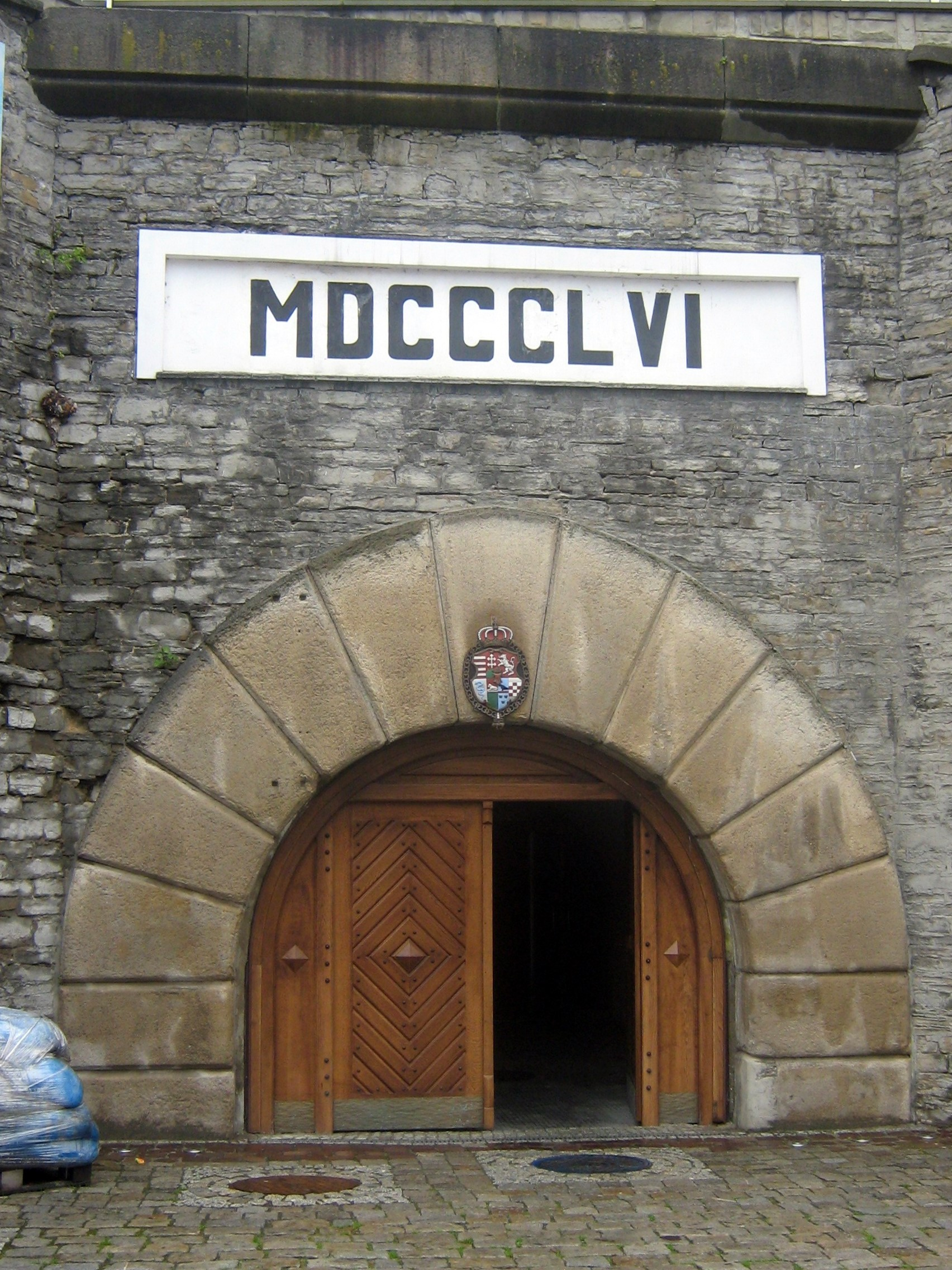
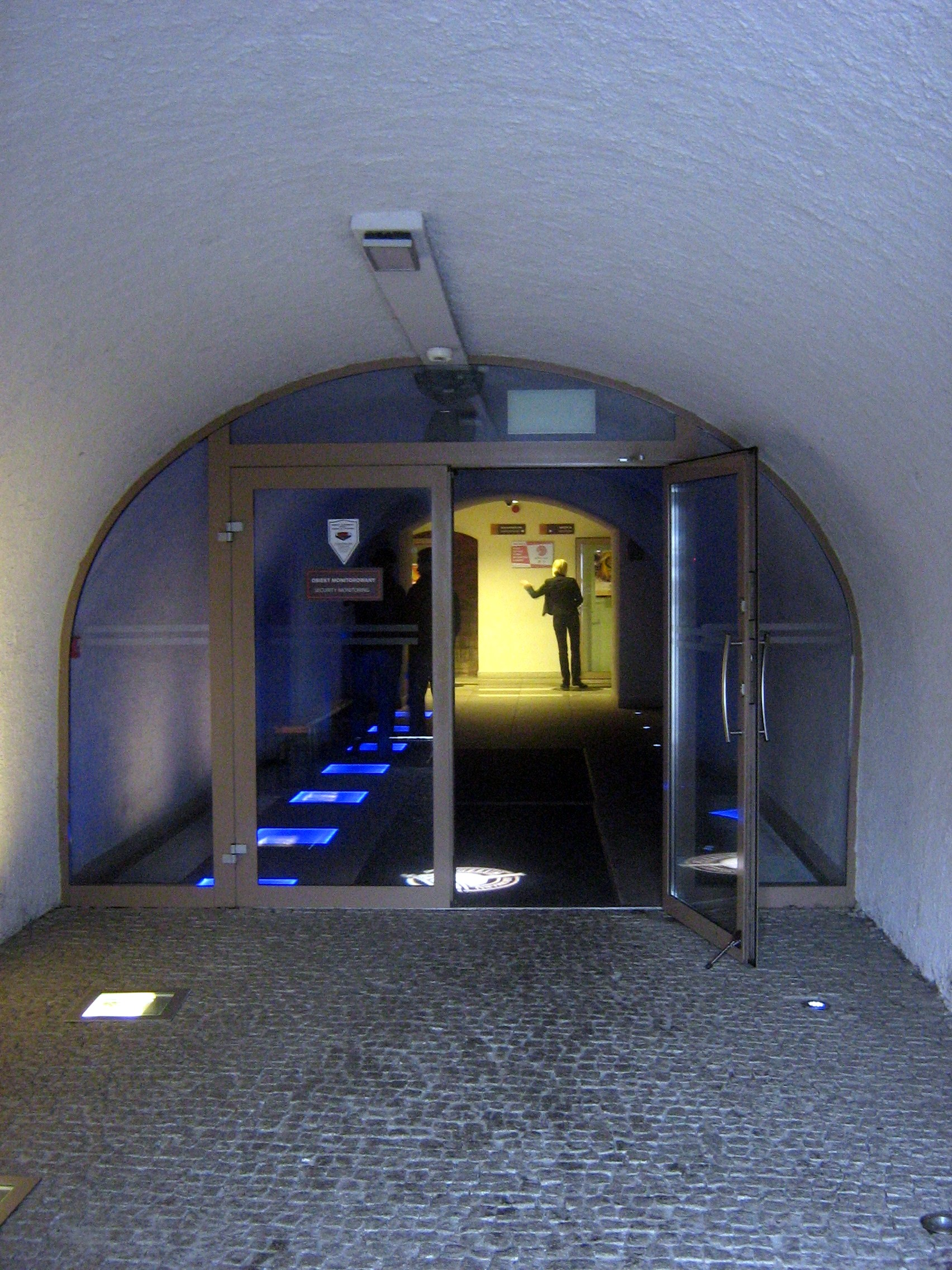
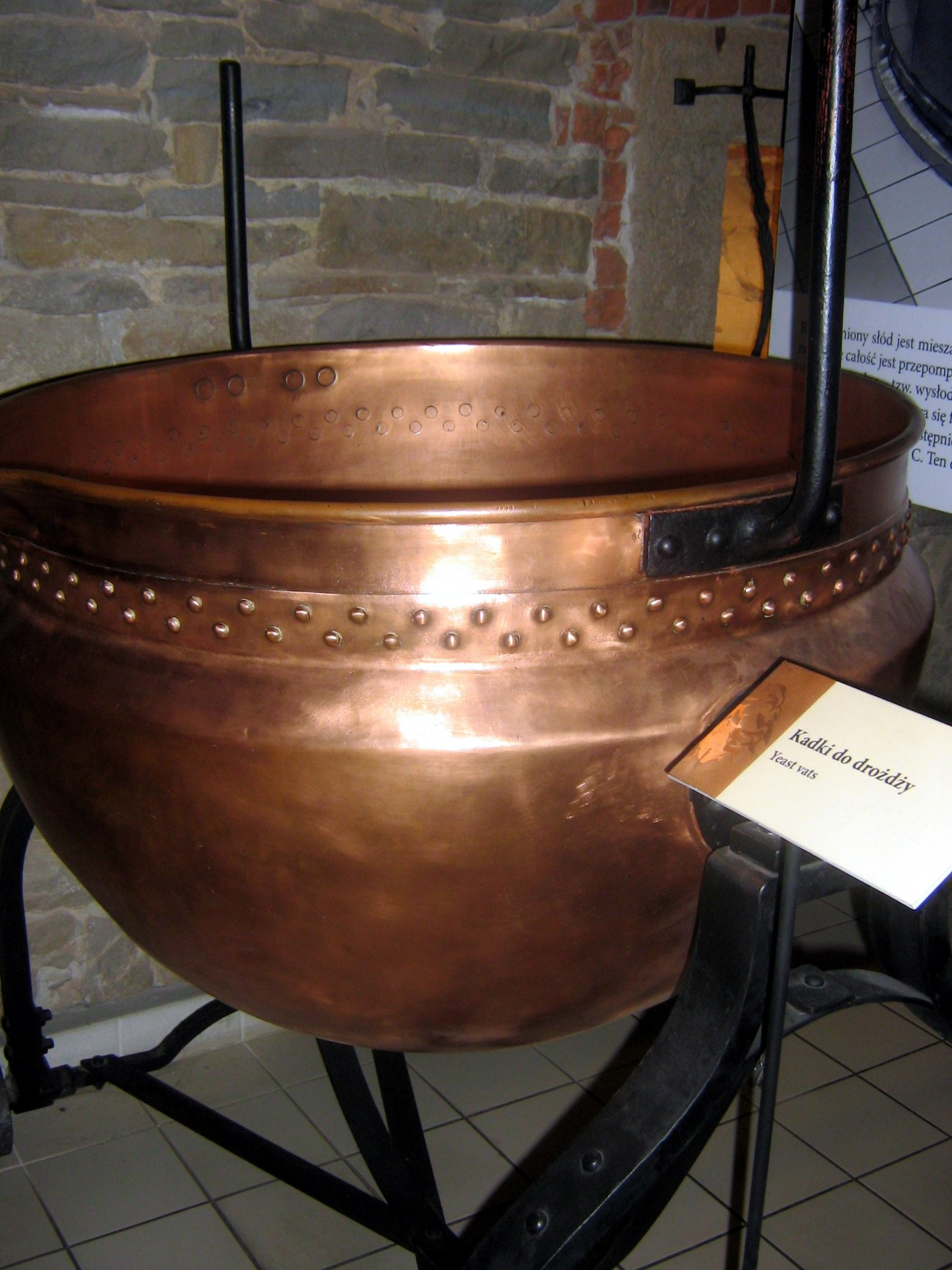
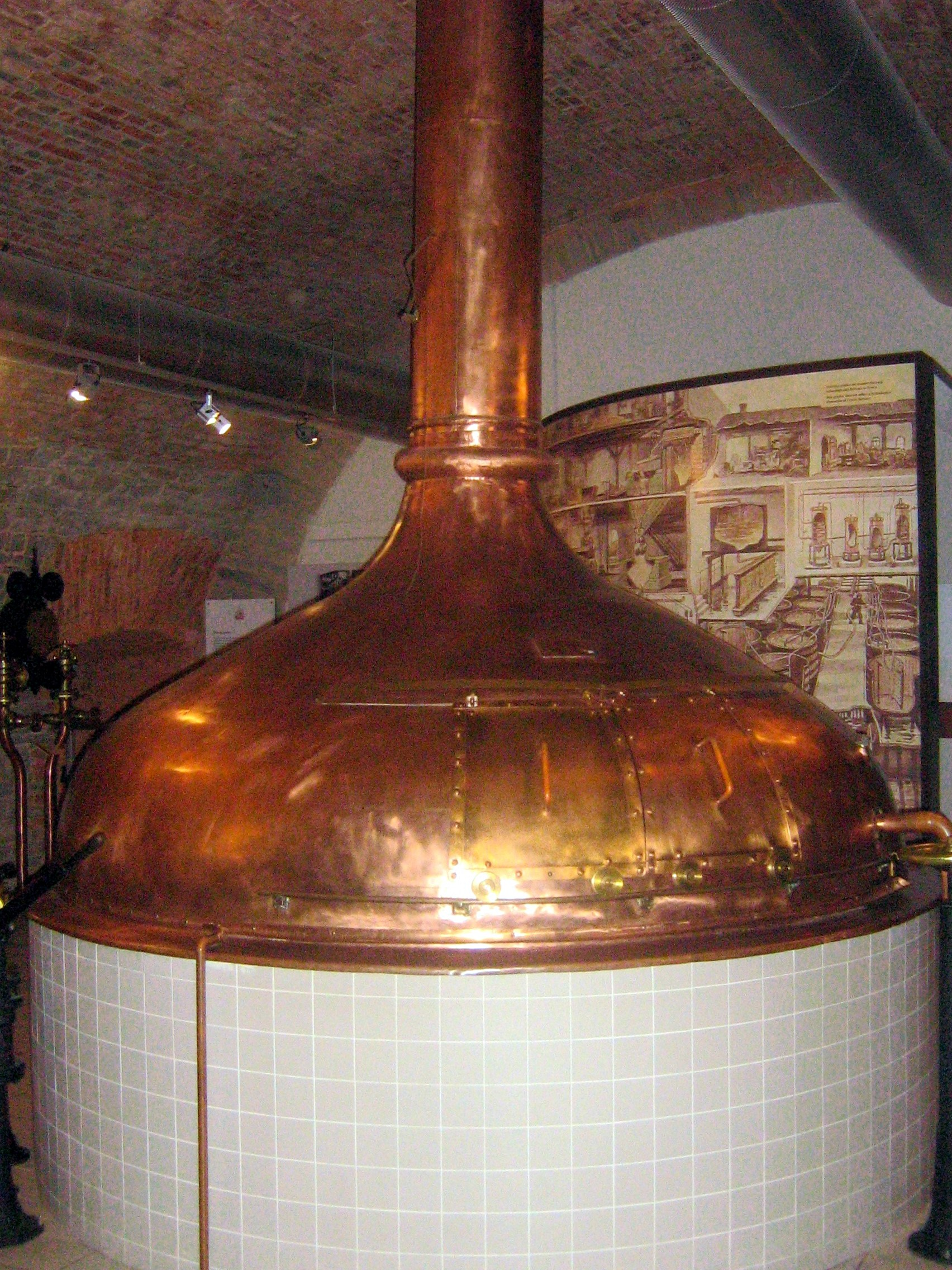
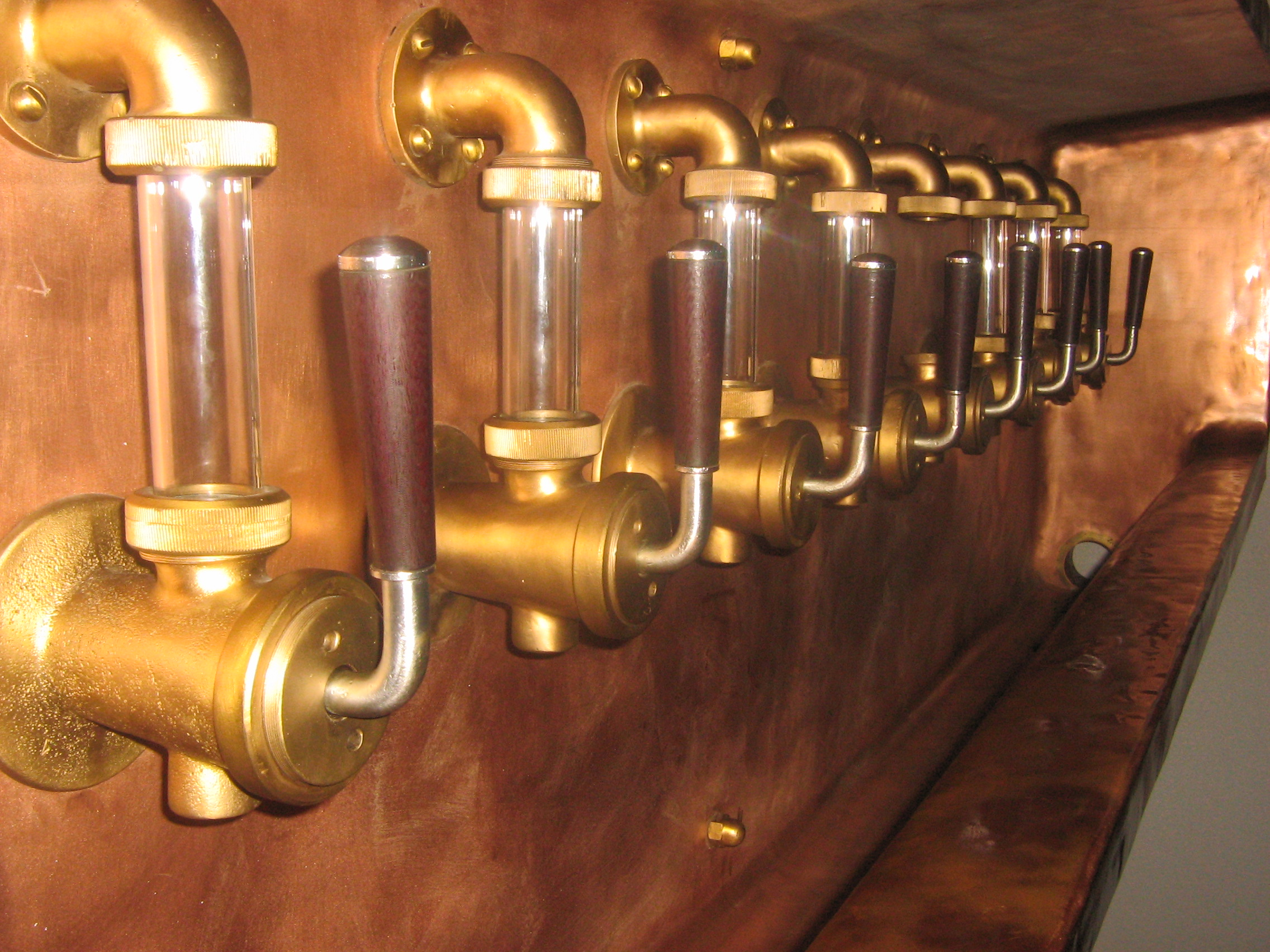
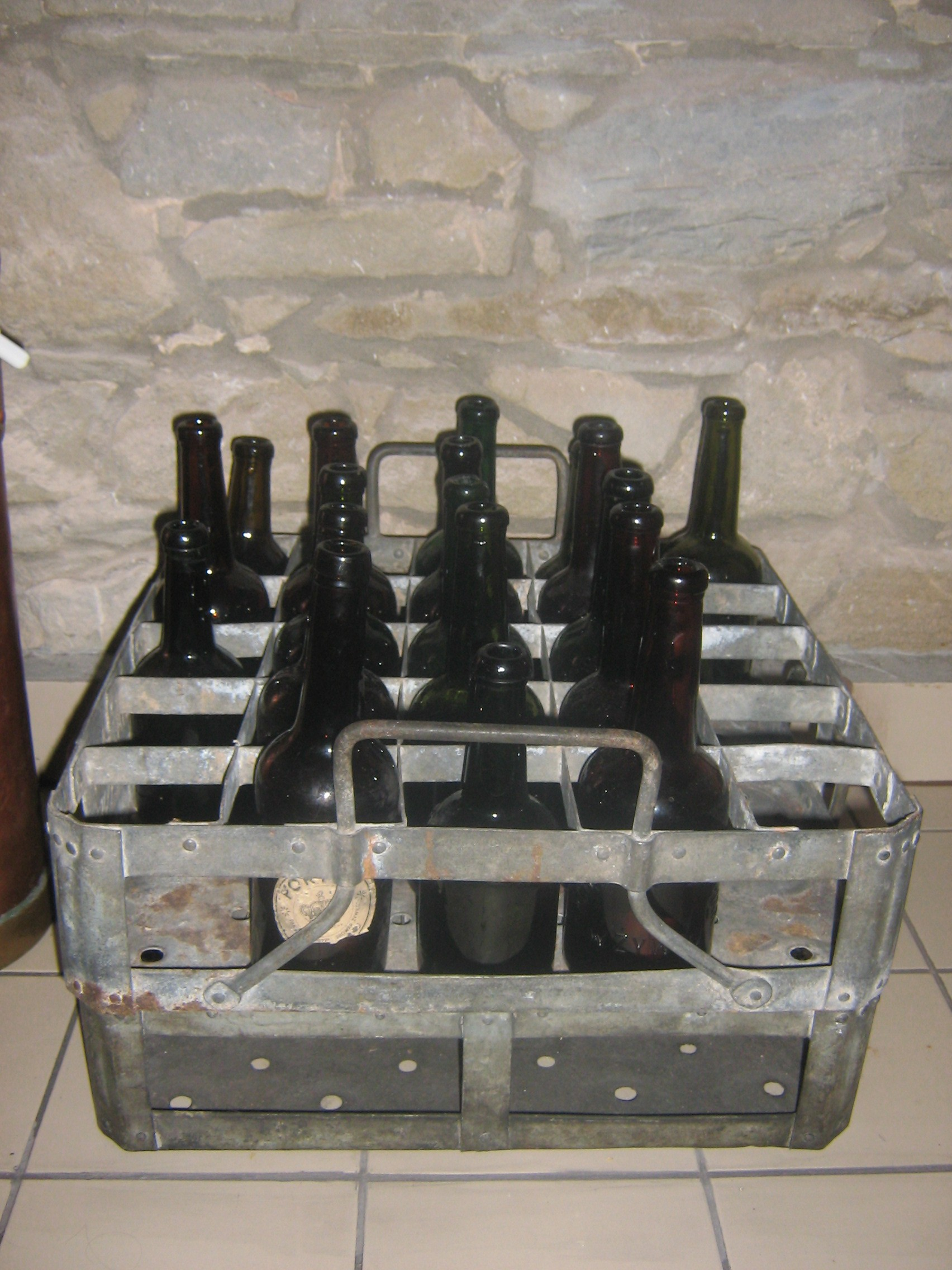
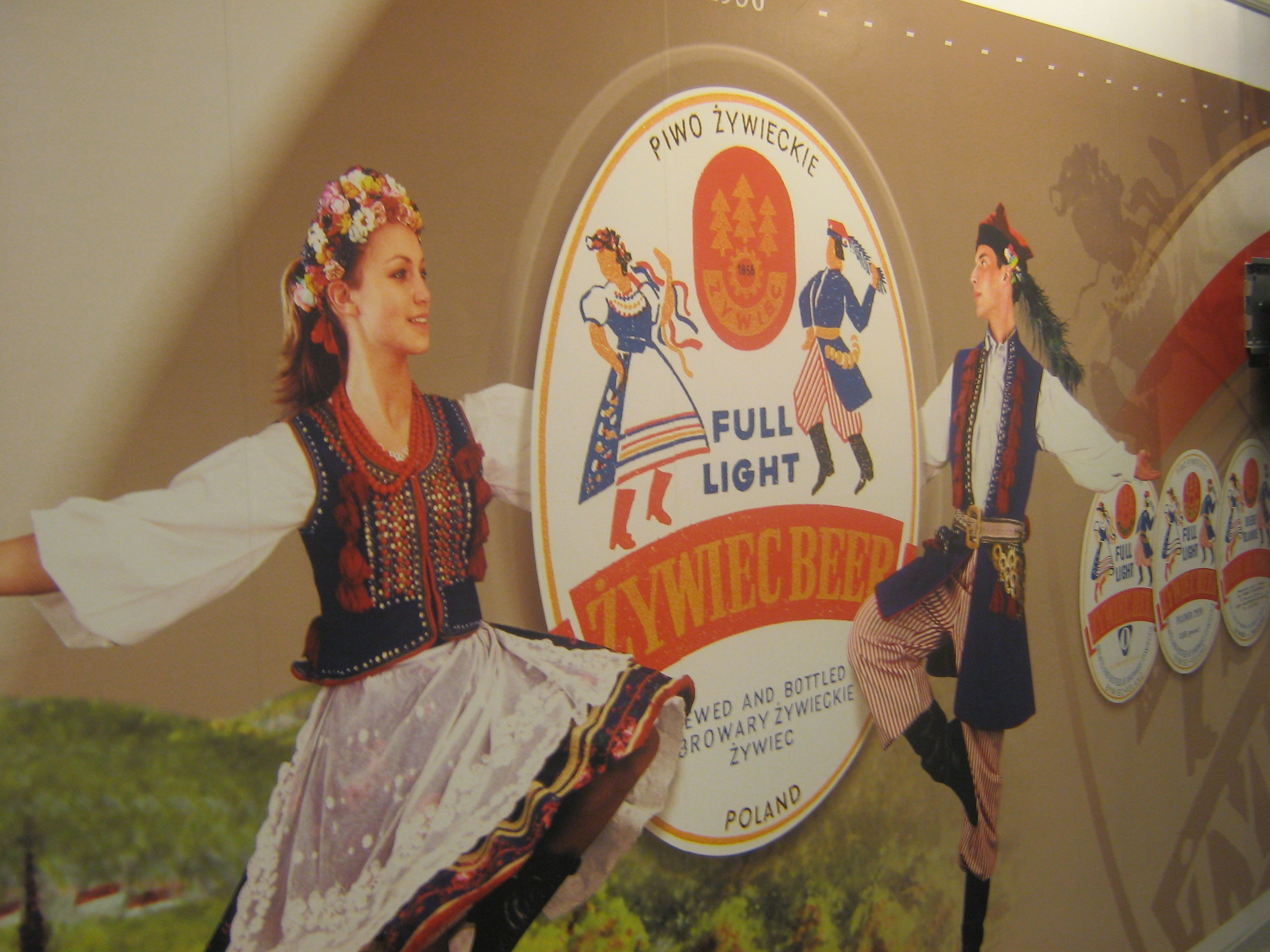
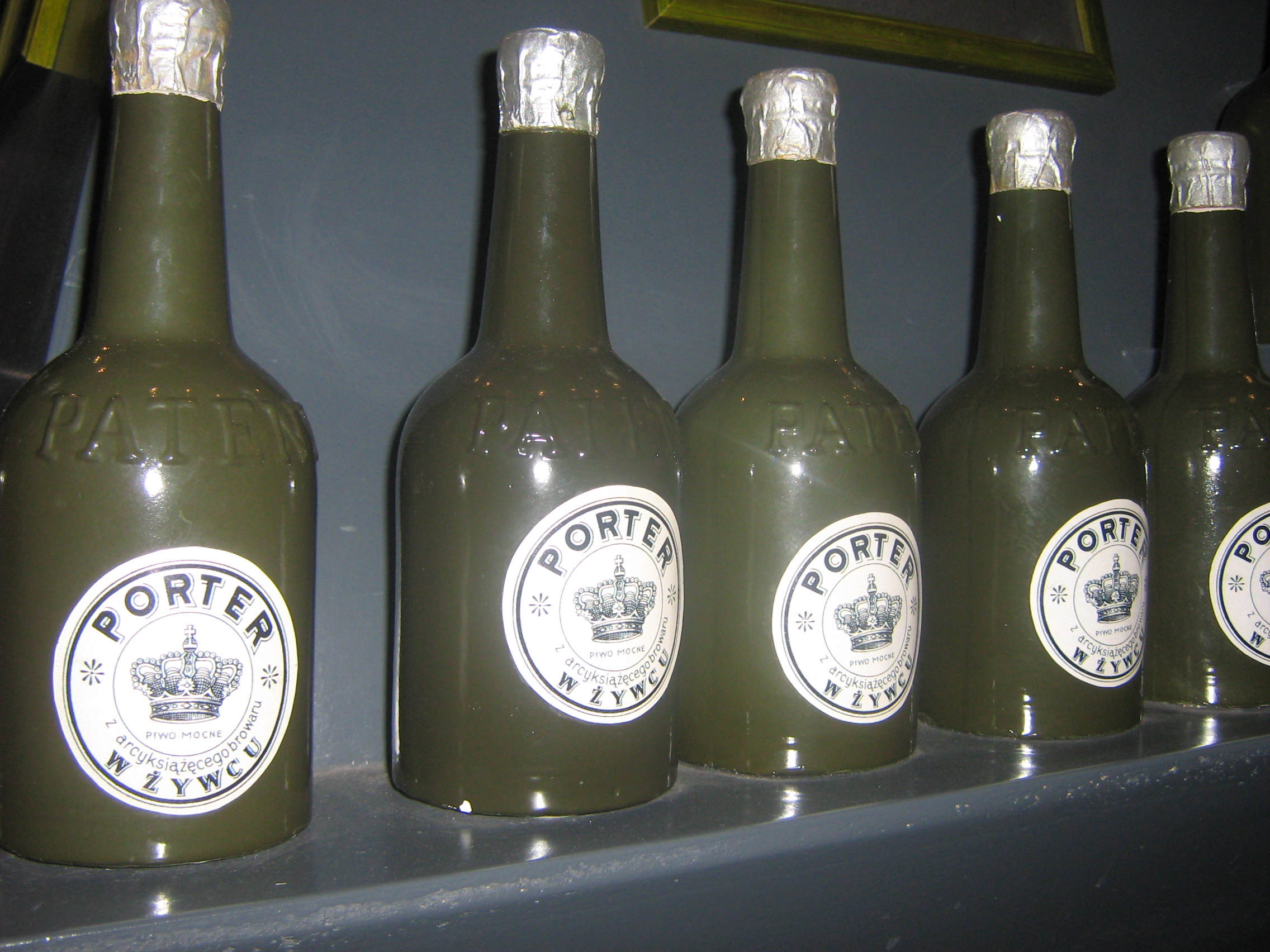
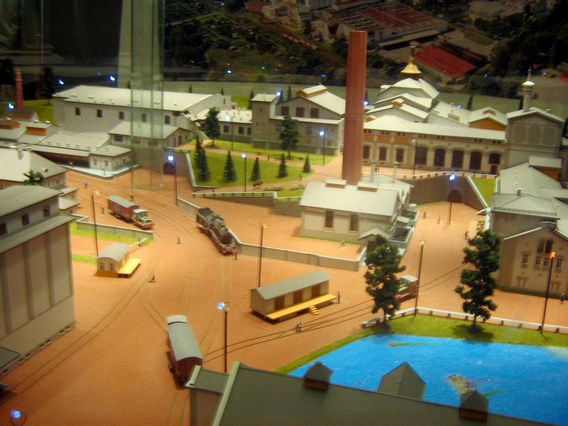
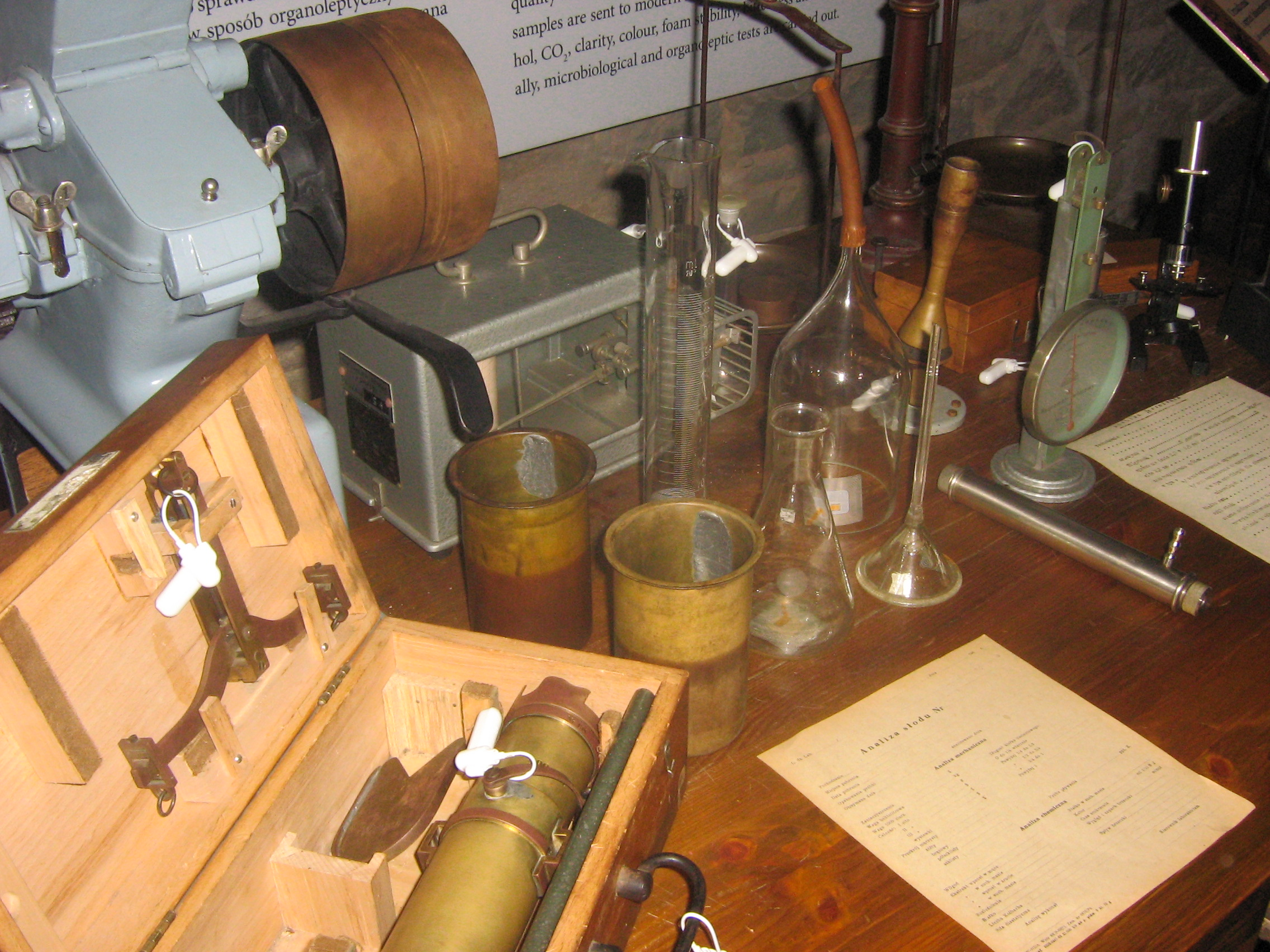
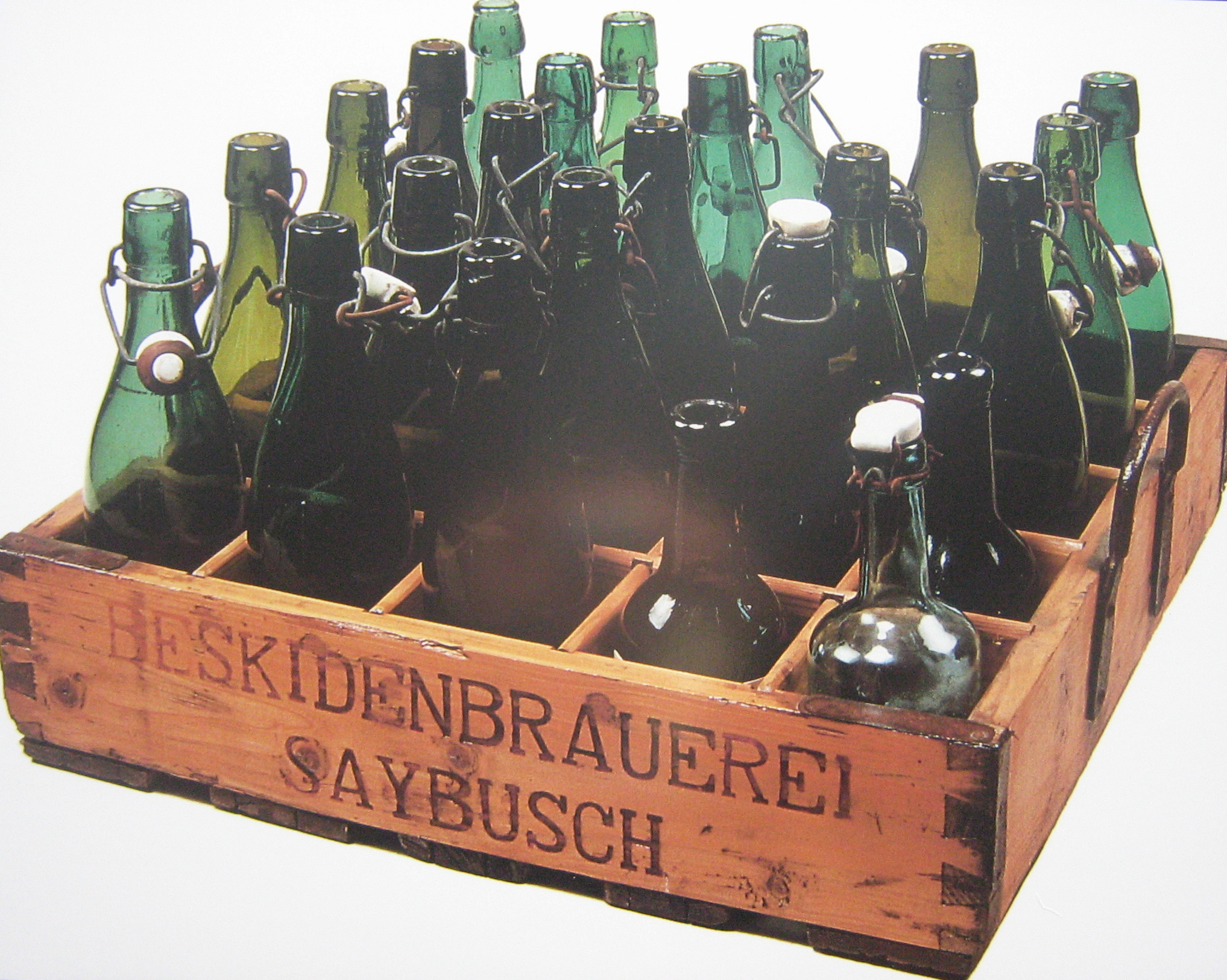
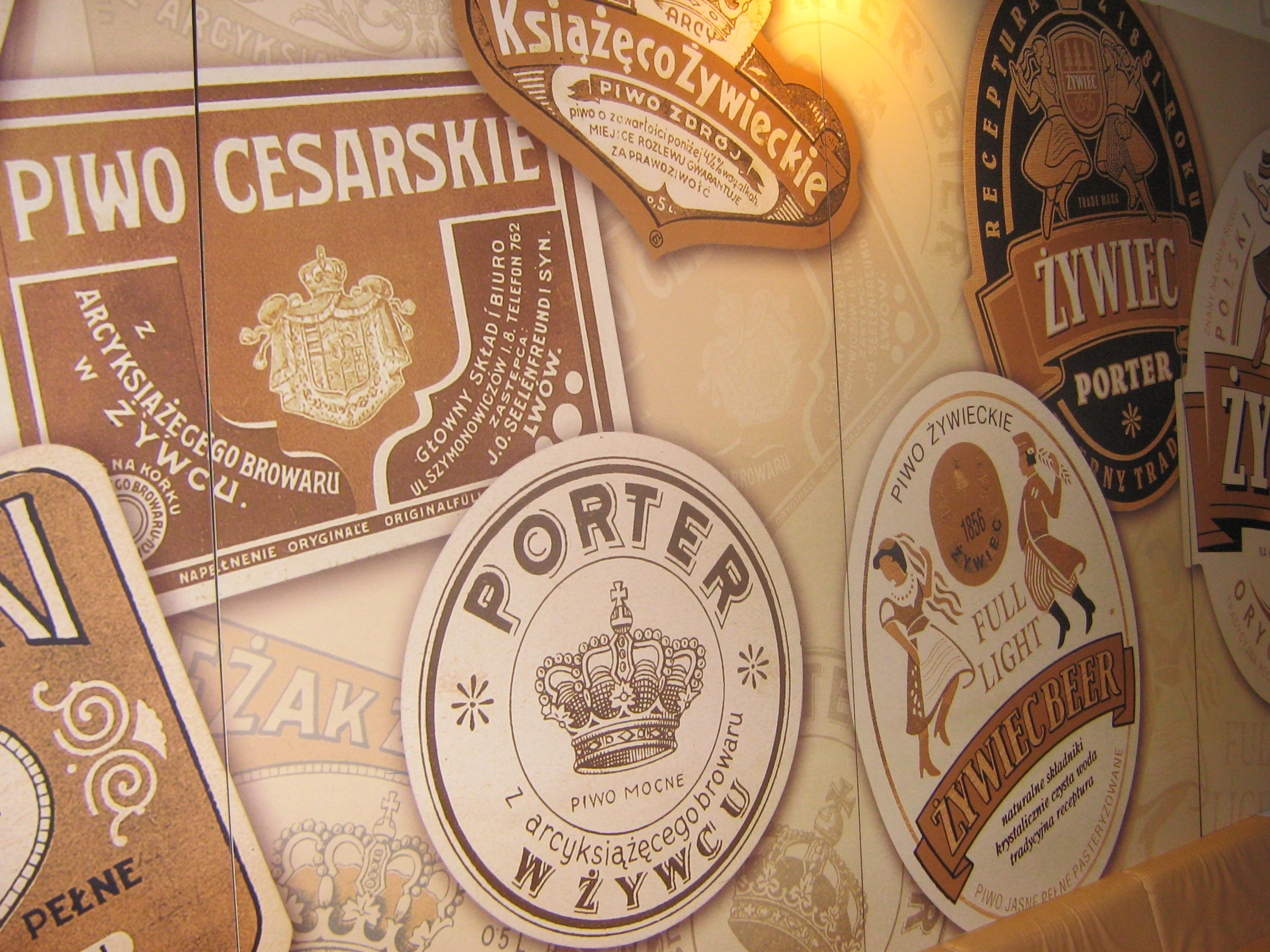
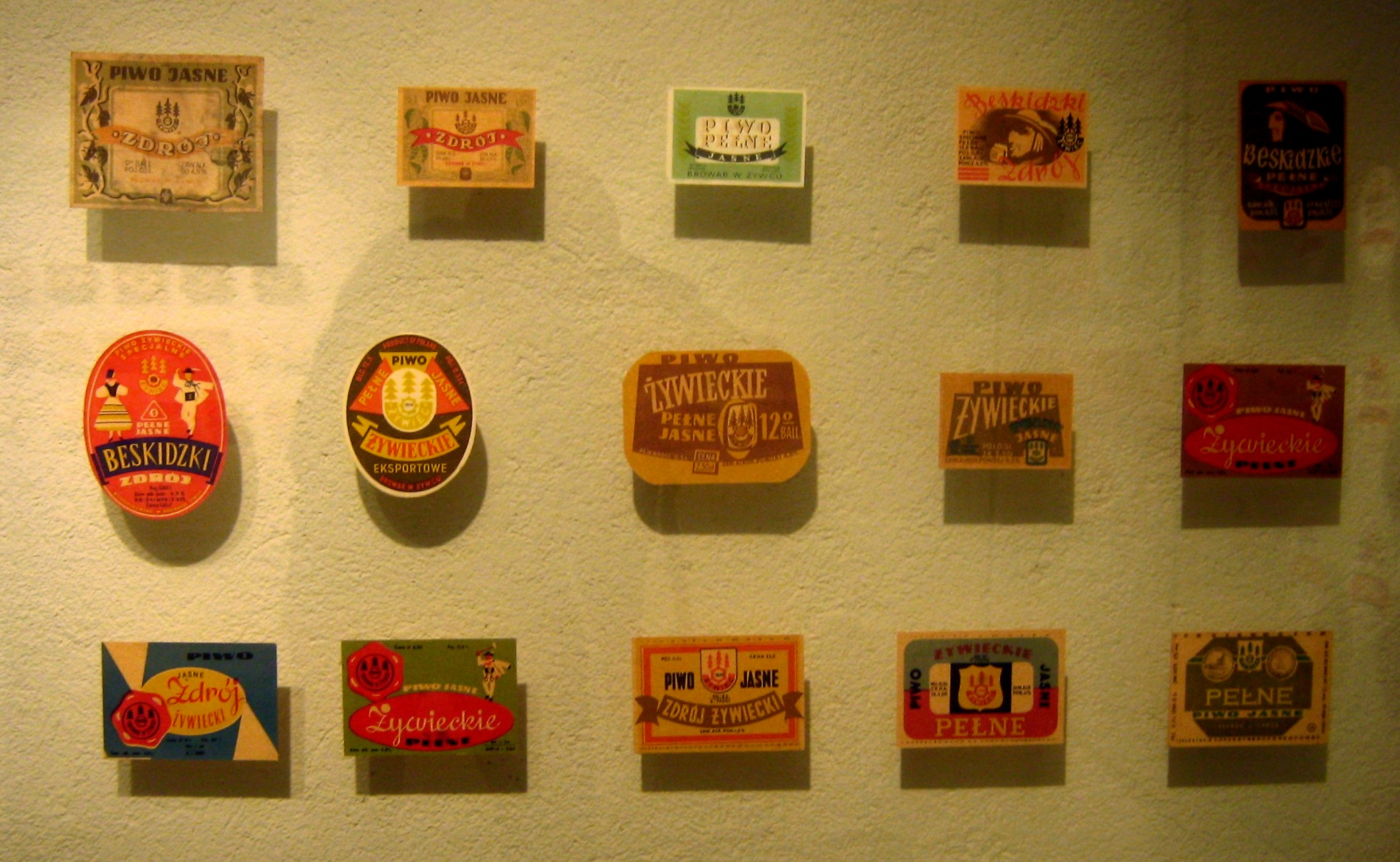
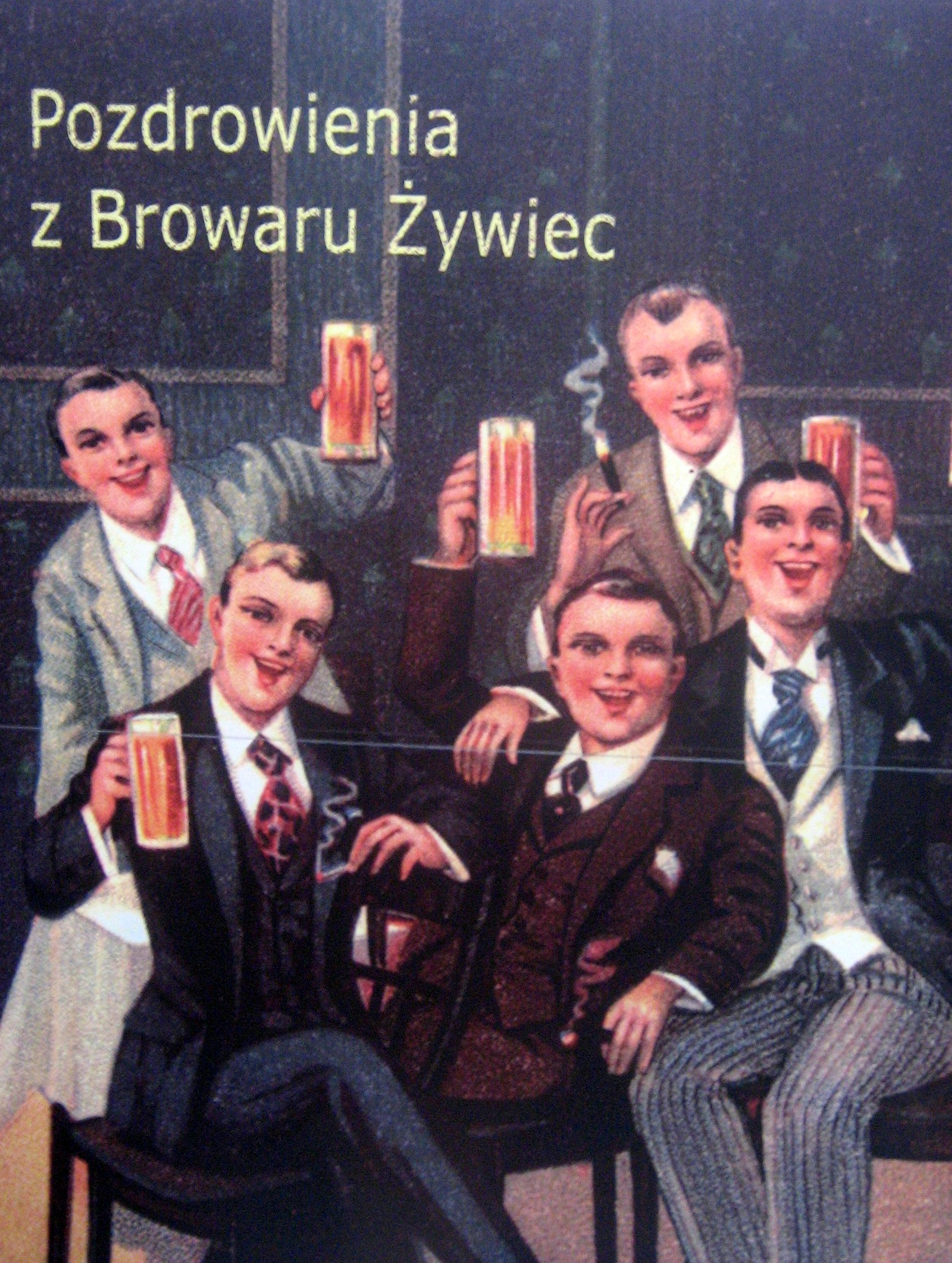
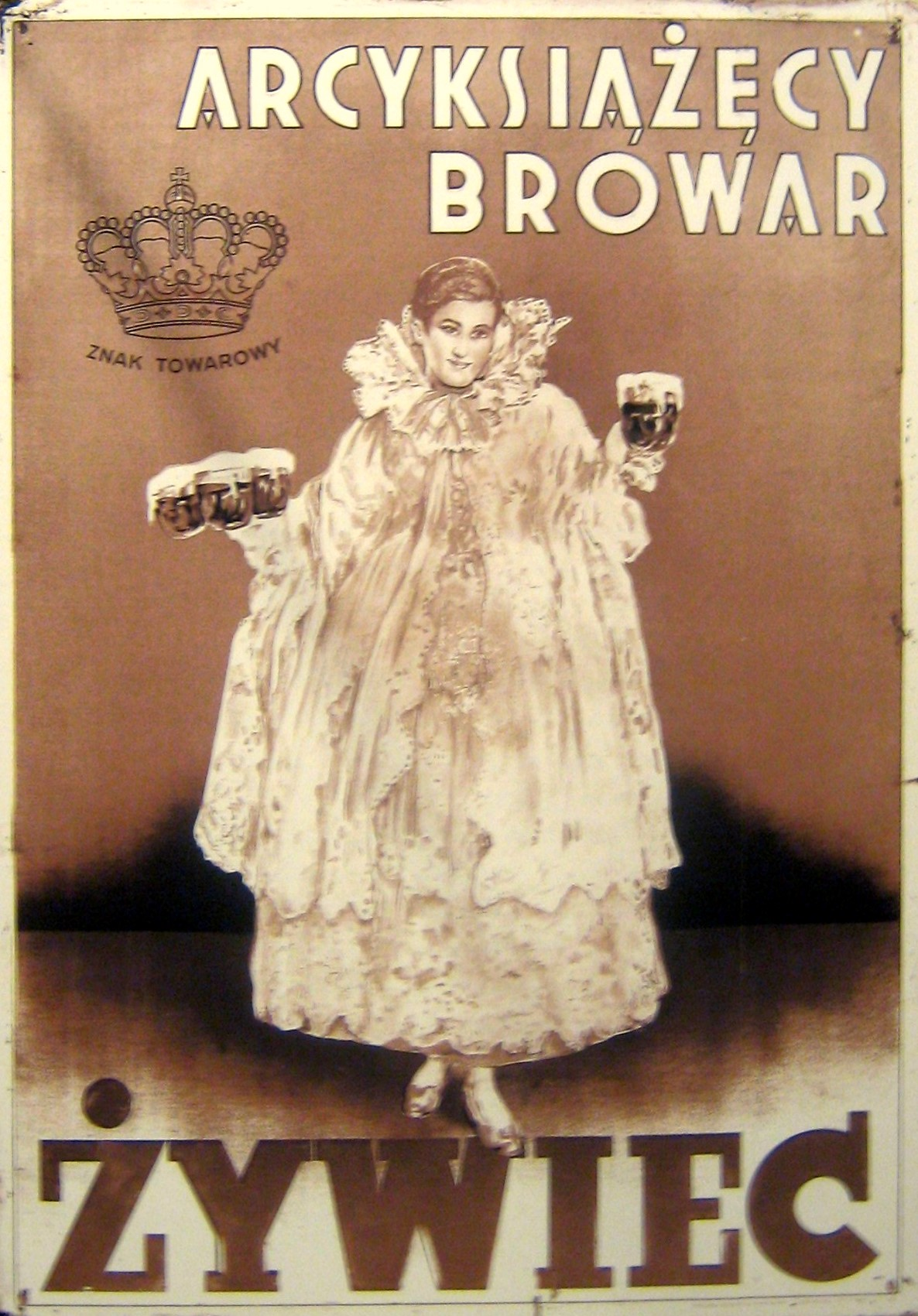
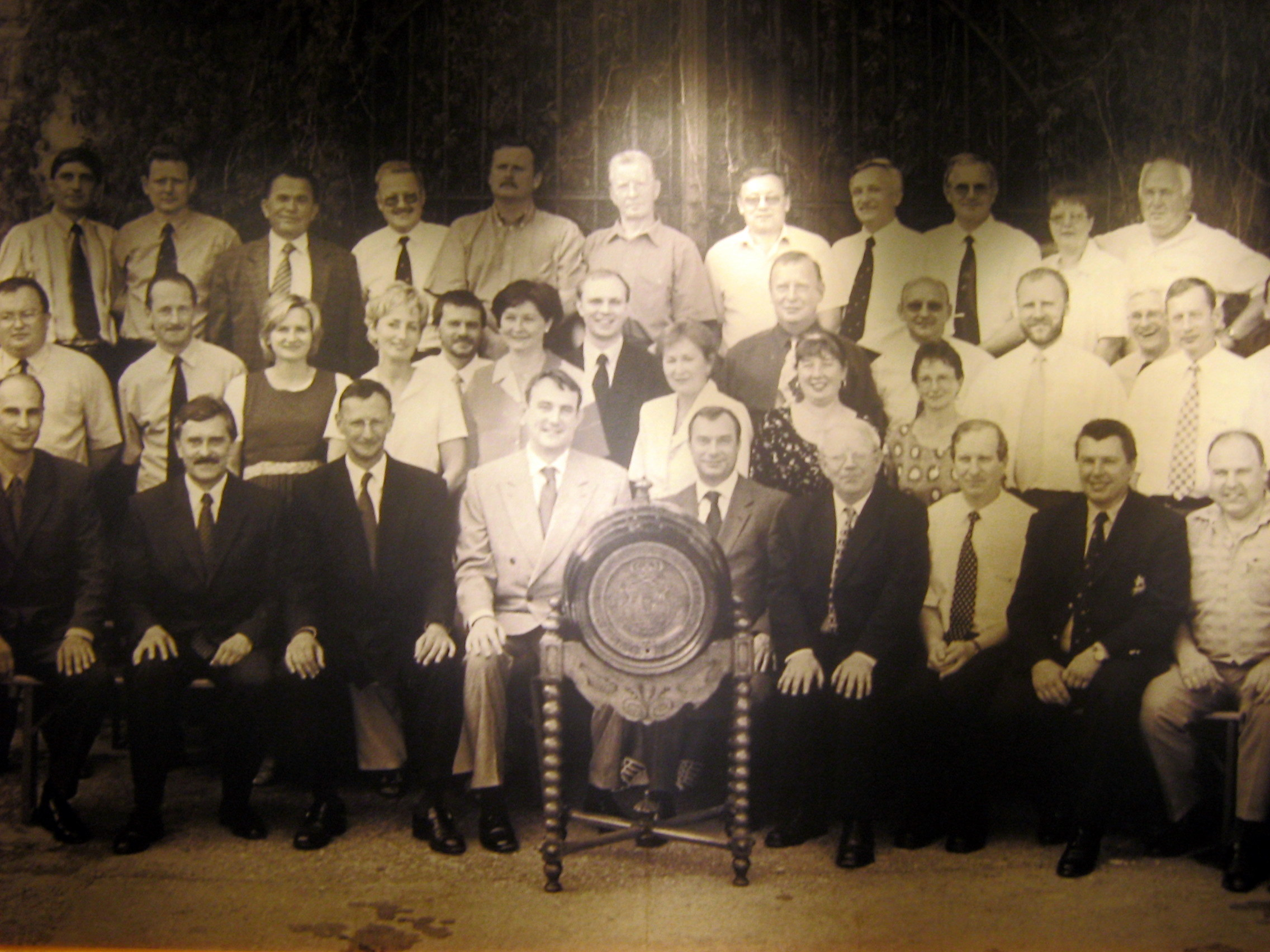

## Geschichte
Bier wurde in Żywiec aus dem Quellwasser der östlichen Gebirgsbäche der Schlesischen Beskiden gebraut. Die Brauerei Żywiec wurde 1856 von Albrecht Habsburg, dem Inhaber der Teschener Kammer, als Erzherzögliche Brauerei Saybusch bei Żywiec gegründet. Das Brauereimuseum stellt die Geschichte der Brauerei und des Brauens auf einer Fläche von ca. 1600 m² dar. Es wurde in den 18 historischen Felsenkellern der Brauerei eingerichtet, in der einst das Bier kühl gelagert wurde. Das Museum bietet auch Kostproben des Żywiec-Biers.